# Heinrik Ferdinand Binzer
Heinrik Ferdinand Binzer (født 18. december 1813 i Bastemose i Stoense Sogn på Langeland, død 17. februar 1881) var en dansk præst og politiker.
Binzer blev født på Langeland søn af kaptajn Heinrich Ferdinand Binzer. Han blev privat dimitteret student i 1832 og teologisk kandidat i 1838. I 1841 blev han andenlærer ved Jelling Seminarium. Han blev sognepræst i Almind og residerende kapellan i Kolding i 1849. Derudover fra 1850 også religionslærer ved Kolding Latinskole. Han kom Skanderborg som sognepræst i 1857, og til Borup og Kimmerslev ved Køge i 1870.
Han skrev en bog og flere artikler om dansk sprog.
Binzer var medlem af Folketinget valgt i Vejle Amts 2. valgkreds (Koldingkredsen) fra 1852 til maj 1853. Han blev valgt ved folketingsvalget i 1852 og genvalgt i februar 1853, men stillede ikke op i maj 1853.